# Presidente Municipal de Cunduacán (Tabasco)
El Presidente Municipal de Cunduacán es el servidor público que encabeza el poder ejecutivo del Municipio de Cunduacan, en el estado de Tabasco. Es el  responsable directo de la administración pública municipal y encargado de ejecutar los programas de obras y servicios municipales, de acuerdo a las órdenes del Ayuntamiento de Cunduacán.
Es elegido mediante voto directo y universal. Una vez electo, entra en funciones el 5 de octubre siguiente a la fecha de elección. Su cargo dura tres años con posibilidad de reelegirse para el periodo inmediato en una sola ocasión, de acuerdo con el artículo 64 de la Constitución Política del Estado de Tabasco.
De acuerdo al artículo 19 de la Ley Orgánica de los Municipios del Estado de Tabasco, cada municipio del estado es gobernado por un Ayuntamiento, de elección popular directa. Cada Ayuntamiento debe estar integrado por un Presidente Municipal, un síndico de hacienda y el número de regidores que las leyes electorales mandaten. La primera regiduría corresponde al Presidente Municipal y la segunda regiduría al síndico de hacienda.